# نیه‌هاسکه
نیژهاسکه (به هلندی: Nijehaske) یک منطقهٔ مسکونی در هلند است که در ده‌فریسکه مارن واقع شده‌است. نیژهاسکه ۵۵ نفر جمعیت دارد.